# 不妥协党
不妥协党（西班牙語：Partido Intransigente）是阿根廷的一个左翼政党。该党成立于1972年6月24日，前身是不妥协激进公民联盟。该党的意识形态是民主社会主义。该党的主席是Enrique Gustavo Cardesa。该党的总部位于布宜诺斯艾利斯。该党是大众阵线、圣保罗论坛和拉美加勒比政党常设会议的成员。